# Ejecutivo del Año de la NBA
El Ejecutivo del Año de la NBA (NBA Executive of the Year Award) es un galardón anual otorgado por la NBA desde 1973 al mejor general manager de la NBA. A diferencia de otros galardones de la liga, el Ejecutivo del Año lo concede la revista Sporting News, aunque está oficialmente reconocido por la liga. La votación para decidir el ganador la realizan los ejecutivos de los 30 equipos de la NBA.
Desde su creación, el premio ha sido entregado a 28 diferentes general mánager. Jerry Colangelo, el primer general mánager de Phoenix Suns, es el único que ha ganado el premio en 4 ocasiones. Bob Bass, Wayne Embry, Bob Ferry, Stan Kasten, Jerry Krause, Geoff Petrie, Jerry West, R. C. Buford, Bob Myers y Bryan Colangelo (hijo de Jerry Colangelo) han ganado el premio en dos ocasiones.
Masai Ujiri fue el primer ejecutivo extranjero en recibir el premio (nació en Inglaterra, pero es de padres nigerianos). El más joven en recibir este galardón fue Zach Kleiman de los Memphis Grizzlies en 2022, a los 33 años.

## Ganadores

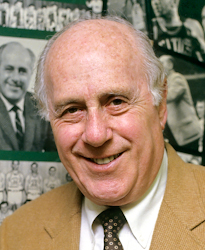
Red Auerbach ganó el premio en 1980.

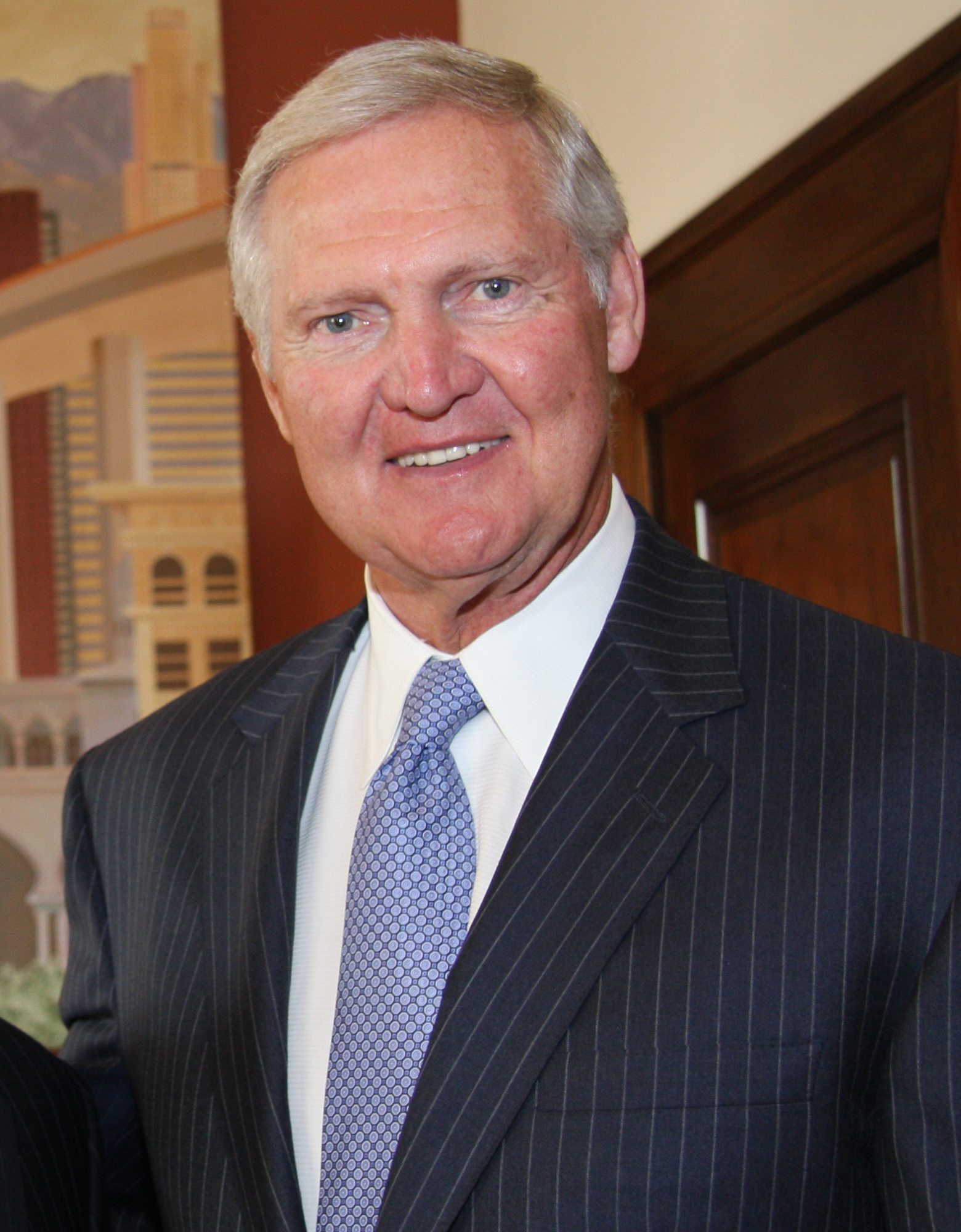
Jerry West ganó el premio en 1995 y 2004.

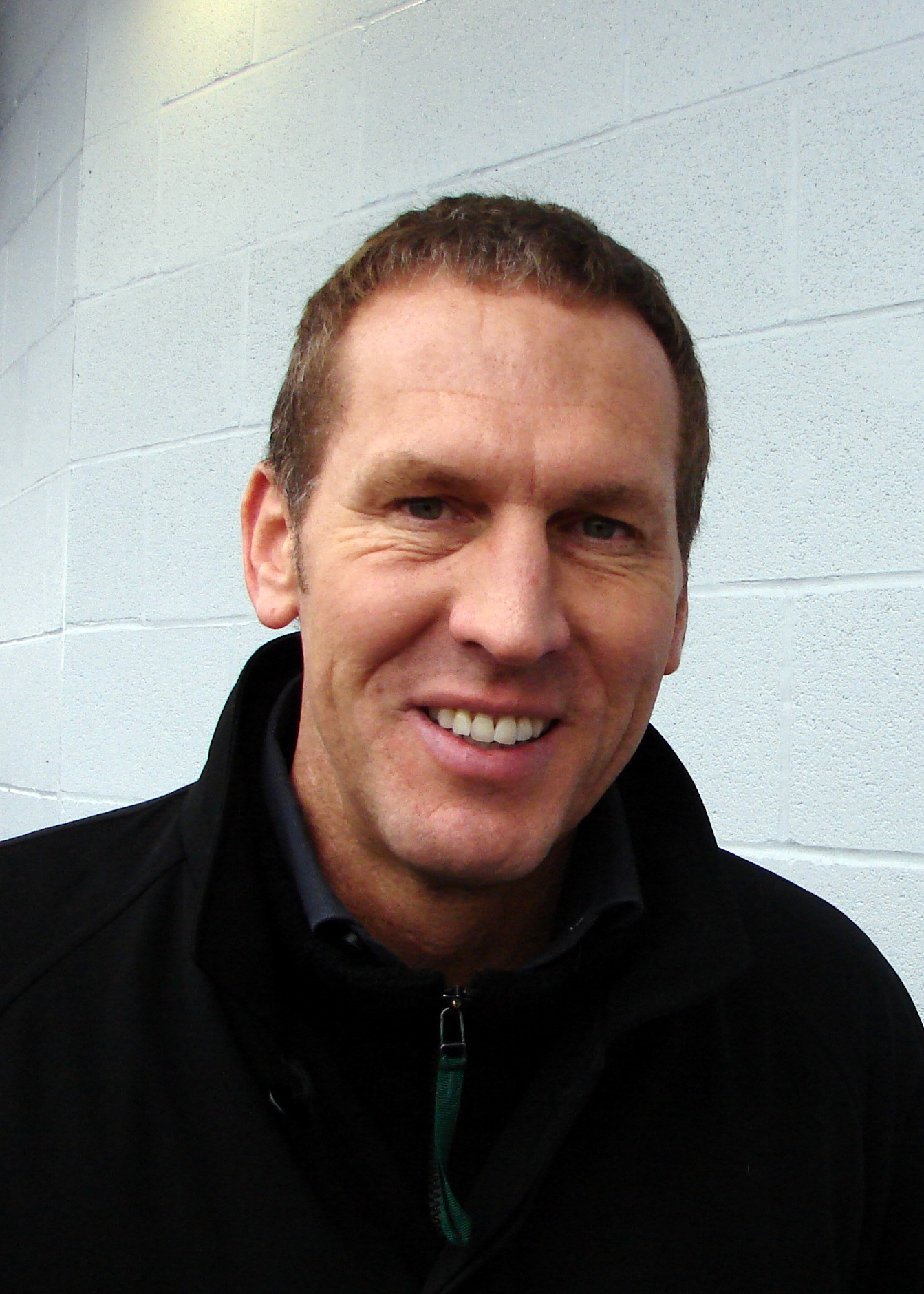
El hijo de Jerry Colangelo, Bryan Colangelo, ganó el premio en 2005 y 2007.

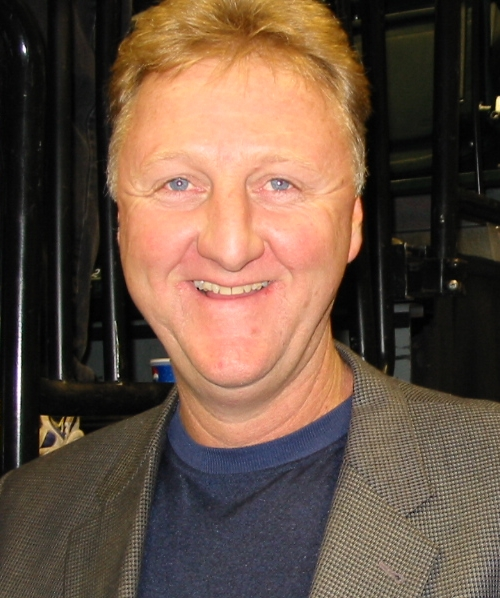
Larry Bird ganó el premio en 2012.

|     | Elegido en el Salón de la Fama del Baloncesto                     |
|     | Ejecutivo en activo elegido en el Salón de la Fama del Baloncesto |
|     | Ejecutivo en activo en la NBA                                     |
|     | Su equipo se proclamó Campeón de la NBA esa misma temporada       |
| (#) | Número de veces que el ejecutivo ha ganado el premio              |

| Temporada | Ejecutivo           | Nacionalidad   | Equipo                      |
| --------- | ------------------- | -------------- | --------------------------- |
| 1972-73   | Joe Axelson         | Estados Unidos | Kansas City-Omaha Kings (1) |
| 1973-74   | Eddie Donovan       | Estados Unidos | Buffalo Braves (1)          |
| 1974-75   | Dick Vertlieb       | Estados Unidos | Golden State Warriors (1)   |
| 1975-76   | Jerry Colangelo (1) | Estados Unidos | Phoenix Suns (1)            |
| 1976-77   | Ray Patterson       | Estados Unidos | Houston Rockets (1)         |
| 1977-78   | Angelo Drossos      | Estados Unidos | San Antonio Spurs (1)       |
| 1978-79   | Bob Ferry (1)       | Estados Unidos | Washington Bullets (1)      |
| 1979-80   | Red Auerbach        | Estados Unidos | Boston Celtics (1)          |
| 1980-81   | Jerry Colangelo (2) | Estados Unidos | Phoenix Suns (2)            |
| 1981-82   | Bob Ferry (2)       | Estados Unidos | Washington Bullets (2)      |
| 1982-83   | Zollie Volchok      | Estados Unidos | Seattle SuperSonics (1)     |
| 1983-84   | Frank Layden        | Estados Unidos | Utah Jazz                   |
| 1984-85   | Vince Boryla        | Estados Unidos | Denver Nuggets (1)          |
| 1985-86   | Stan Kasten (1)     | Estados Unidos | Atlanta Hawks (1)           |
| 1986-87   | Stan Kasten (2)     | Estados Unidos | Atlanta Hawks (2)           |
| 1987-88   | Jerry Krause (1)    | Estados Unidos | Chicago Bulls (1)           |
| 1988-89   | Jerry Colangelo (3) | Estados Unidos | Phoenix Suns (3)            |
| 1989-90   | Bob Bass (1)        | Estados Unidos | San Antonio Spurs (2)       |
| 1990-91   | Bucky Buckwalter    | Estados Unidos | Portland Trail Blazers      |
| 1991-92   | Wayne Embry (1)     | Estados Unidos | Cleveland Cavaliers (1)     |
| 1992-93   | Jerry Colangelo (4) | Estados Unidos | Phoenix Suns (4)            |
| 1993-94   | Bob Whitsitt        | Estados Unidos | Seattle SuperSonics (2)     |
| 1994-95   | Jerry West (1)      | Estados Unidos | Los Angeles Lakers          |
| 1995-96   | Jerry Krause (2)    | Estados Unidos | Chicago Bulls (2)           |
| 1996-97   | Bob Bass (2)        | Estados Unidos | Charlotte Hornets           |
| 1997-98   | Wayne Embry (2)     | Estados Unidos | Cleveland Cavaliers (2)     |
| 1998-99   | Geoff Petrie^ (1)   | Estados Unidos | Sacramento Kings (1)        |
| 1999-00   | John Gabriel        | Estados Unidos | Orlando Magic               |
| 2000-01   | Geoff Petrie^ (2)   | Estados Unidos | Sacramento Kings (2)        |
| 2001-02   | Rod Thorn           | Estados Unidos | New Jersey Nets             |
| 2002-03   | Joe Dumars          | Estados Unidos | Detroit Pistons             |
| 2003-04   | Jerry West (2)      | Estados Unidos | Memphis Grizzlies (1)       |
| 2004-05   | Bryan Colangelo (1) | Estados Unidos | Phoenix Suns (5)            |
| 2005-06   | Elgin Baylor        | Estados Unidos | Los Angeles Clippers (2)    |
| 2006-07   | Bryan Colangelo (2) | Estados Unidos | Toronto Raptors             |
| 2007-08   | Danny Ainge         | Estados Unidos | Boston Celtics (2)          |
| 2008-09   | Mark Warkentien     | Estados Unidos | Denver Nuggets (2)          |
| 2009-10   | John Hammond        | Estados Unidos | Milwaukee Bucks (1)         |
| 2010-11   | Pat Riley           | Estados Unidos | Miami Heat                  |
| 2010-11   | Gar Forman          | Estados Unidos | Chicago Bulls (3)           |
| 2011-12   | Larry Bird          | Estados Unidos | Indiana Pacers              |
| 2012-13   | Masai Ujiri         | Nigeria        | Denver Nuggets (3)          |
| 2013-14   | R. C. Buford (1)    | Estados Unidos | San Antonio Spurs (3)       |
| 2014-15   | Bob Myers (1)       | Estados Unidos | Golden State Warriors (2)   |
| 2015-16   | R. C. Buford (2)    | Estados Unidos | San Antonio Spurs (4)       |
| 2016-17   | Bob Myers (2)       | Estados Unidos | Golden State Warriors (3)   |
| 2017-18   | Daryl Morey         | Estados Unidos | Houston Rockets (2)         |
| 2018-19   | Jon Horst           | Estados Unidos | Milwaukee Bucks (2)         |
| 2019-20   | Lawrence Frank      | Estados Unidos | Los Angeles Clippers (3)    |
| 2020-21   | James Jones         | Estados Unidos | Phoenix Suns (6)            |
| 2021-22   | Zachary Kleiman     | Estados Unidos | Memphis Grizzlies (2)       |
| 2022-23   | Monte McNair        | Estados Unidos | Sacramento Kings (3)        |
| 2023-24   | Brad Stevens        | Estados Unidos | Boston Celtics (3)          |
| 2024-25   | Sam Presti          | Estados Unidos | Oklahoma City Thunder (3)   |